# Oketo, Kansas
Oketo är en ort i Marshall County i delstaten Kansas, USA.